# Stalag I C
Stalag IC – niemiecki obóz jeniecki okresu II wojny światowej.

## Działalność obozu
Obóz powstał na terytorium Litwy w Heydekrug jako Oflag 53. Istniał już przed 15 września 1941 roku. Zapewne w listopadzie 1941, a wiec po selekcjach oficerów i Żydów, został przekształcony w stalag IC. Prawdopodobnie do obozu trafili też jeńcy ze zlikwidowanego oflagu 63 w Prókule. W kwietniu 1942 roku w obozie znajdowało się 1908 jeńców. W maju liczba jeńców spadła do 1280.
1 lipca 1942 roku, już po rozwiązaniu oflagów 52 w Ebenrode i 60 w Schirwindt, w Heydekrugu zorganizowano stalag I D. 3 września 1943 obóz przemianowano w stalag 391. Niezwykłe trudne warunki panujące w obozie powodowały wysoką śmiertelność. W marcu 1943 było ich tylko 422 jeńców. Formalnie zlikwidowano stalag 30 listopada 1943.